# Онейроїд
Онейроїд (лат. oneyros — сон; лат. oneyroid — подібний до сну) — змінений стан свідомості з напливом сновидних візій, фантастичних переживань, який, на відміну від галюцинацій мають завершений сюжет, цілісний зміст. Один із симптомів шизофренії. Також уживається трактування «сон наяву».
Симптом- потьмарення свідомості, характеризується руховим загальмуванням і поринанням у фантастичні сновидіння. Неповне, подвійне орієнтування; хворий до своїх галюцинацій відноситься як глядач; міміка людини, яка спостерігає за незвичайними сценами; очі закриті або напівзакриті; при контакті розповідає «що бачить», орієнтування не порушене; спогади про такий стан зберігаються; спостерігається при гострих ендогенних психозах; деяких інфекційних захворюваннях. При онейроїді хворий може бути небезпечний як до себе, так і для оточуючих. Частіше це дебют або загострення шизофренії. Хворого слід не випускати з поля зору, негайно викликати чергового лікаря і психіатра[джерело?].